# Tricalysia pedunculosa
Tricalysia pedunculosa är en måreväxtart som först beskrevs av Nicolas Hallé, och fick sitt nu gällande namn av Elmar Robbrecht. Tricalysia pedunculosa ingår i släktet Tricalysia och familjen måreväxter.

## Underarter
Arten delas in i följande underarter:
- T. p. pedunculosa
- T. p. pilosula
- T. p. walkeriana